# Visdom
Visdom er en ældgammel betegnelse for stor erfaring og forståelse med hensyn til livets centrale forhold. Visdom er blevet defineret på mange forskellige måder gennem historien, og begrebet kan knyttes til flere forskellige fagområder som f.eks. filosofi, psykologi og teologi.

## Anvendelser af begrebet
Hvad, der præcis udgør visdom, er man uenige om. Herunder følger nogle af de mere almindelige perspektiver på visdomsbegrebet.

### Visdom som personlig egenskab
Inden for noget psykologi og filosofi betragtes visdom som den egenskab, en vís person besidder. Det modsatte af at være vís er at være 'tåbelig'. En anden definition kan være, at visdom er evnen til at bruge kundskab klogt.
Fænomenet visdom adskiller sig således både fra viden, intelligens, evner og færdigheder. Kort sagt er visdom noget man er, mens viden er noget man har. Hvor intelligens er noget, der mere eller mindre bliver fastlagt i en tidlig alder, så siger man ofte at en persons visdom kan vokse eller falde hele livet igennem.
Visdom som egenskab er på den måde hverken afhængig af arv eller opvækst. En uuddannet bonde i en fattig del af verden kan således sagtens være mere vís end en distræt professor på et vestligt universitet, der omvendt må formodes at være mere vidende og (måske) mere intelligent.

### Visdom som dyd
Inden for noget klassisk filosofi betragter man visdom som en dyd, det vil sige en tilegnet dygtighed. Sokrates var 'filosof', som på oldgræsk betyder "ven af visdommen". Dette er dog et udtryk, der i sin tid blev brugt for at skille filosoffens profession fra vismandens. Oprindeligt er filosofi derfor noget andet end visdom, selv om de på nogle områder er beslægtede. Således har filosofien visse emneområder, som ligner visdommen. Især er etikken et eksempel, men også den politiske filosofi i det omfang at denne søger at give råd til magthaverne om, hvordan man forvalter magten på en vís måde. Dels handler filosofi også om at udvise dømmekraft og faktiske moralske egenskaber inden for det etiske og politiske, dvs. menneskets sociale omgang og samfundsliv.
I den græske filosofi fra Sokrates og frem var visdom en dyd, altså en karakteregenskab. Visdom handler som dyd især om, bevidst eller ubevidst, at kende sine egne begrænsninger. Således blev det sagt, at Sokrates (5. årh. f.Kr.) var den víseste mand i Athen, fordi 'han vidste, at han ikke vidste noget', eller mere præcist fordi han vidste, at alt hans menneskelige viden strengt taget ikke var noget værd. Dermed menes der dog ikke andet, end at han vidste, at alt – eller næsten alt – hvad der gik for viden kunne betvivles filosofisk.

### Visdom som dybere forståelse
Inden for mange gamle filosofier og religioner ser man visdom i sammenhæng med åndelighed og en dybere forbindelse til livets grundlæggende principper. Visdom handler om at udvikle en omfattende forståelse for tilværelsens fundamentale spørgsmål, der ofte indebærer en bevidsthed om ens rolle i verden. Denne form for visdom er ikke intellektuel, men omhandler aspekter af tilværelsen, der ikke kan tilegnes gennem akademiske analyser og diskussioner.
Gammel visdom er i modsætning til nogle fejlopfattelser ikke det samme som New Age, som er en en nyere bevægelse, der bygger på en astrologisk tro på en kommende ny blomstrende tidsalder kaldet vandmandens tidsalder.